# Przełęcz Człowieka Śniegu
Przełęcz Człowieka Śniegu (ang. Snowman's Pass) – amerykańsko-kanadyjski film sensacyjny z 2004 roku w reżyserii Rexa Piano. Wyprodukowany przez Shavick Entertainment, Insight Film Studios i Regent Entertainment.

## Opis fabuły
Narzeczony Diany (Nicole Eggert), przewodniczki górskiej, zginął w miejscu zwanym Przełęczą Człowieka Śniegu. Jego ciała nie odnaleziono. Dwa lata później Curt Seavers (Marc Singer) proponuje kobiecie pomoc w znalezieniu szczątków jej ukochanego. Wkrótce ruszają razem w góry.

## Obsada
- Nicole Eggert jako Diana Pennington
- Marc Singer jako Curt Seavers
- George Stults jako Tyler
- Mike Dopud jako Hugo
- Bruce Dawson jako Ed
- Garvin Cross jako Brian
- Joe MacLeod jako Eugene